# Máquinas & Inovações Agrícolas
Máquinas & Inovações Agrícolas é a grande publicação especializada do segmento, com foco editorial nas novidades e tendências do setor de máquinas e implementos para atender ao agronegócio brasileiro, e nas notícias mais relevantes do cenário agrícola.
Surgiu da parceria entre a editora brasileira Casa Nova e a italiana Techniche Nuove, reconhecida mundialmente pelo sucesso da publicação Macchine Agricole.
Máquinas & Inovações Agrícolas oferece a fabricantes de máquinas, implementos, peças e componentes, um canal de informação direta com revendedores, concessionários, distribuidores, cooperativas, usinas sucroalcooleiras, engenheiros agrônomos e grandes produtores.
É a ferramenta de marketing e comunicação mais precisa para apresentar as inovações do setor e divulgar as tecnologias disponíveis para o aprimoramento do agronegócio, pois fala diretamente com um público superqualificado.

## Perfil dos Leitores
| Setores            | \|  |
| Revendas           | 42% |
| Fabricantes        | 28% |
| Grandes Produtores | 12% |
| Cooperativas       | 8%  |
| Agroindústrias     | 1%  |
| Universidades      | 1%  |
| Usinas             | 1%  |